# 沃库尔
沃库尔（法語：Vaucourt，法語發音：[vokuʁ]）是法国默尔特-摩泽尔省的一个市镇，属于吕内维尔区。

## 地理
沃库尔（48°40'10"N, 6°41'33"E）面积6.29 平方千米，位于法国大東部大區默尔特-摩泽尔省，该省份为法国东北部内陆省份，是洛林的一部分，北邻比利时、卢森堡，北起顺时针与摩泽尔省、下莱茵省、孚日省和默兹省接壤。
与沃库尔接壤的市镇（或旧市镇、城区）包括：拉加尔德、昂贝尔梅尼勒、克苏斯。

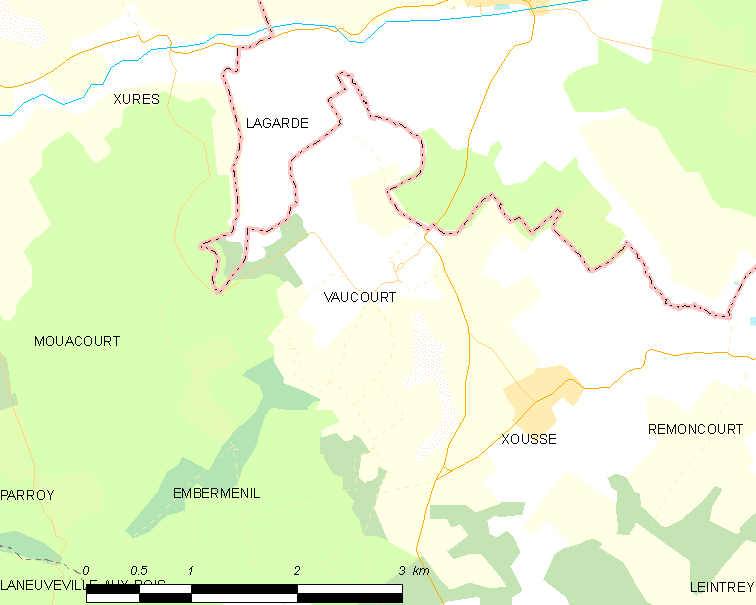
沃库尔的OSM定位图

沃库尔的时区为UTC+01:00、UTC+02:00（夏令时）。

## 行政
沃库尔的邮政编码为54370，INSEE市镇编码为54551。

## 政治
沃库尔所属的省级选区为巴卡拉县。

## 人口

1962-2008年间沃库尔人口变化图示

沃库尔于2022年1月1日时的人口数量为62人。